# TT403
TT403 (Theban Tomb 403) è la sigla che identifica una delle Tombe dei Nobili ubicate nell'area della cosiddetta Necropoli Tebana, sulla sponda occidentale del Nilo dinanzi alla città di Luxor, in Egitto. Destinata a sepolture di nobili e funzionari connessi alle case regnanti, specie del Nuovo Regno, l'area venne sfruttata, come necropoli, fin dall'Antico Regno e, successivamente, sino al periodo Saitico (con la XXVI dinastia) e Tolemaico.

## Titolare
TT403 era la tomba di:
| Titolare                                                   | Titolo                             | Necropoli           | Dinastia/Periodo   | Note |
| ---------------------------------------------------------- | ---------------------------------- | ------------------- | ------------------ | ---- |
| Merymaat (nome ricavato da un Ushabti rinvenuto nell'area) | Scriba del Tempio e Amministratore | Sheikh Abd el-Qurna | XVIII dinastia (?) |      |

## Biografia
Nessuna notizia biografica è ricavabile e lo stesso nome completo del titolare è stato assegnato in funzione di un ushabti rinvenuto nelle vicinanze

## La tomba
TT403 si apre in un cortile, da cui si accede anche alla TT346. La tomba è planimetricamente costituita da una sala trasversale da cui si accede a una sala di forma rettangolare; nella sala trasversale (1 rosso in planimetria) resti di testi con il nome del defunto; nella sala più interna resti molto labili di un uomo con tavola di offerte e resti di testi.

### Annotazioni
1. ↑  La numerazione dei locali e delle pareti segue quella di Porter e Moss 1927, p. 400.
2. ↑  La prima numerazione delle tombe, dalla numero 1 alla 252, risale al 1913 con l'edizione del "Topographical Catalogue of the Private Tombs of Thebes" di Alan Gardiner e Arthur Weigall. Le tombe erano numerate in ordine di scoperta e non geografico; ugualmente in ordine cronologico di scoperta sono le tombe dalla 253 in poi.
3. ↑  I campi della Duat, ovvero l'aldilà egizio, si trovavano, secondo le credenze, proprio sulla riva occidentale del grande fiume.
4. ↑  Nella sua epoca di utilizzo, l'area era nota come "Quella di fronte al suo Signore" (con riferimento alla riva orientale, dove si trovavano le strutture dei Palazzi di residenza dei re e i templi dei principali dei) o, più semplicemente, "Occidente di Tebe".
5. ↑  le Tombe dei Nobili, benché raggruppate in un'unica area, sono di fatto distribuite su più necropoli distinte.
6. ↑  Le note, sovente di inquadramento topografico della tomba, sono tratte, fino alla TT252, dal "Topographical Catalogue" di Gardiner e Weigall, ed. 1913 e fanno perciò riferimento alla situazione dell'epoca.

### Fonti
1. ↑  Gardiner e Weigall 1913.
2. ↑  Donadoni 1999,  p. 115.
3. ↑  Porter e Moss 1927, p. 445.
4. 1 2  Porter e Moss 1927,  p. 445.
5. ↑  Porter e Moss 1927,  p. 400.